# Wacława
Wacława – żeński odpowiednik imienia Wacław. Forma Wacława jest czechizmem. W źródłach polskich imię to poświadczone jest w staropolskiej formie Więcesława (1263 rok) i Więcsława (1314 rok).
Wacława imieniny obchodzi 13 października i 28 września.